# 5292 Mackwell
5292 Mackwell eller 1991 AJ1 är en asteroid i huvudbältet som upptäcktes den 12 januari 1991 av de båda japanska astronomerna Minoru Kizawa och Hitoshi Shiozawa vid Fujieda-observatoriet i Fujieda. Den är uppkallad efter Stephen J. Mackwell.
Asteroiden har en diameter på ungefär 9 kilometer och den tillhör asteroidgruppen Maria.